# L'Autre (film, 2020)
Pour les articles homonymes, voir L'Autre.
Pour plus de détails, voir Fiche technique et Distribution.
L'Autre est un film dramatique français écrit et réalisé par Charlotte Dauphin, sorti en 2020.

## Fiche technique
- Titre original : L'Autre
- Réalisation et scénario : Charlotte Dauphin
- Décors : Jean-Hugues de Chatillon
- Costumes : Jean-Hugues de Chatillon
- Photographie : Jean-Marc Fabre
- Montage : Sylvie Landra
- Musique : Charlotte Reinhardt, James Thierrée et Charlotte Dauphin
- Production : Jean-Luc Ormières, Charlotte Dauphin et Sylvie Landra
- Société de production : Marignan Films
- Sociétés de distribution : Dean Medias
- Pays d'origine :  France
- Langue originale : français
- Format : couleur
- Genre : drame
- Durée : 77 minutes
- Dates de sortie :
  - France : 8 janvier 2020[1]

## Distribution
- Astrid Berges-Frisbey : Marie
- Anouk Grinberg : Marie
- James Thierrée : Paul
- Jean-Louis Martinelli : le père
- Charlotte Dauphin : la mère
- Christine Pignet : la gouvernante

## Distinctions

### Prix
- Festival du film de Taormine 2020: Meilleure Actrice Astrid Bergès-Frisbey[2]